# پیتر بروگل کهتر
پیتر بروگل کهتر (انگلیسی: Pieter Brueghel the Younger; ۱ ژانویهٔ ۱۵۶۴ – ۱۰ اکتبر ۱۶۳۶) نقاش فلاندری دوره باروک و فرزند پیتر بروگل مهتر بود.

## نگارخانه

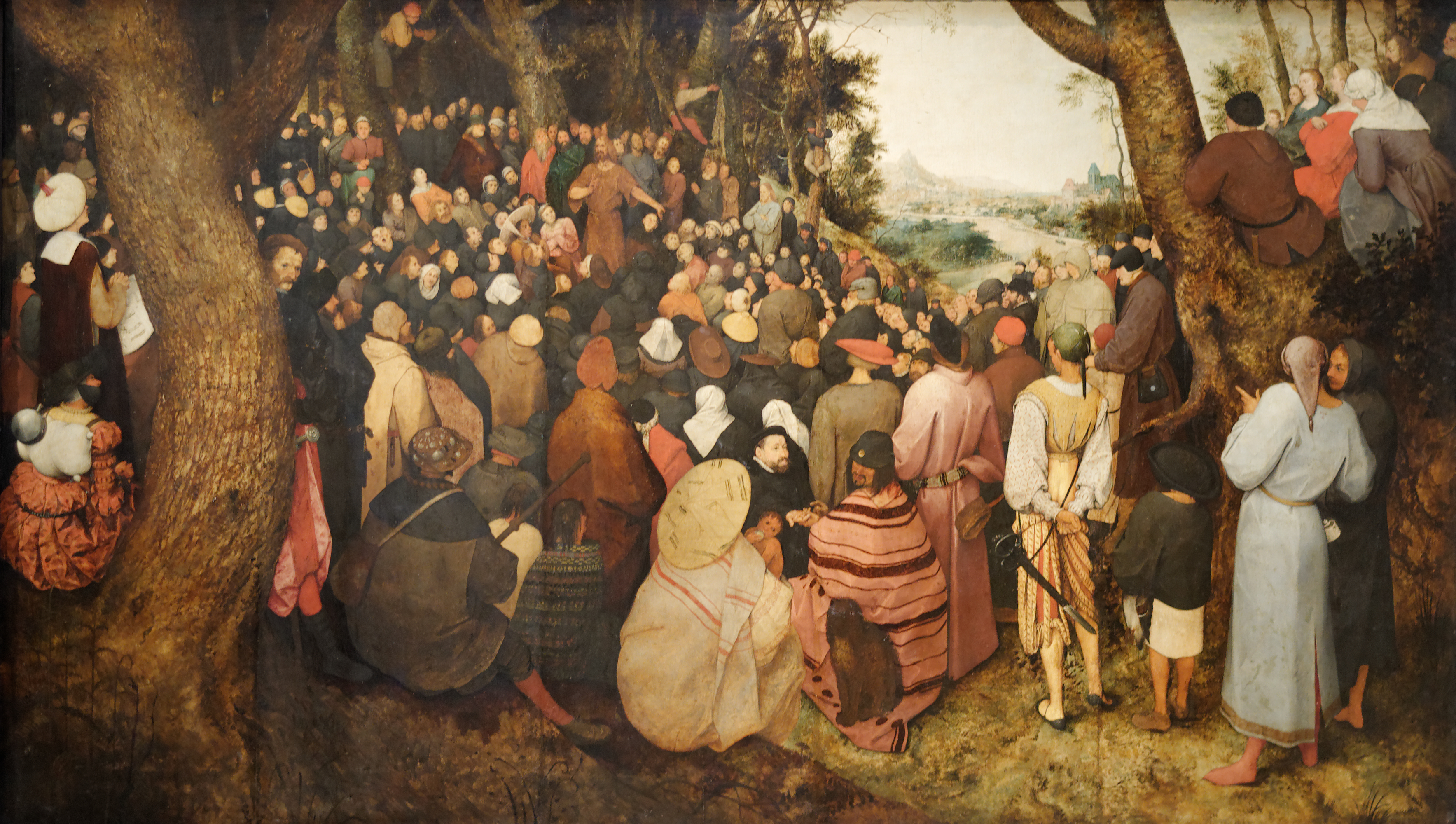
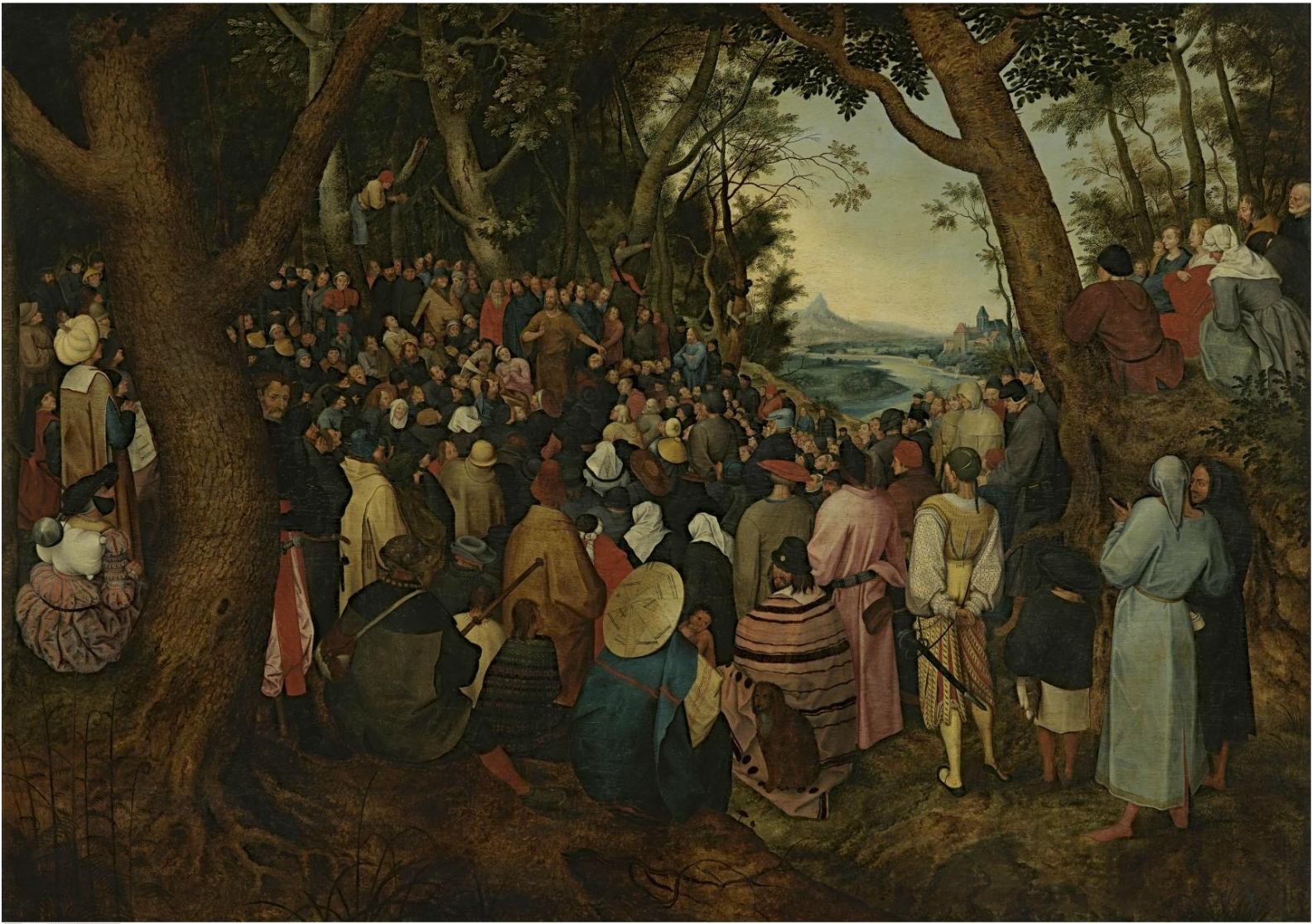
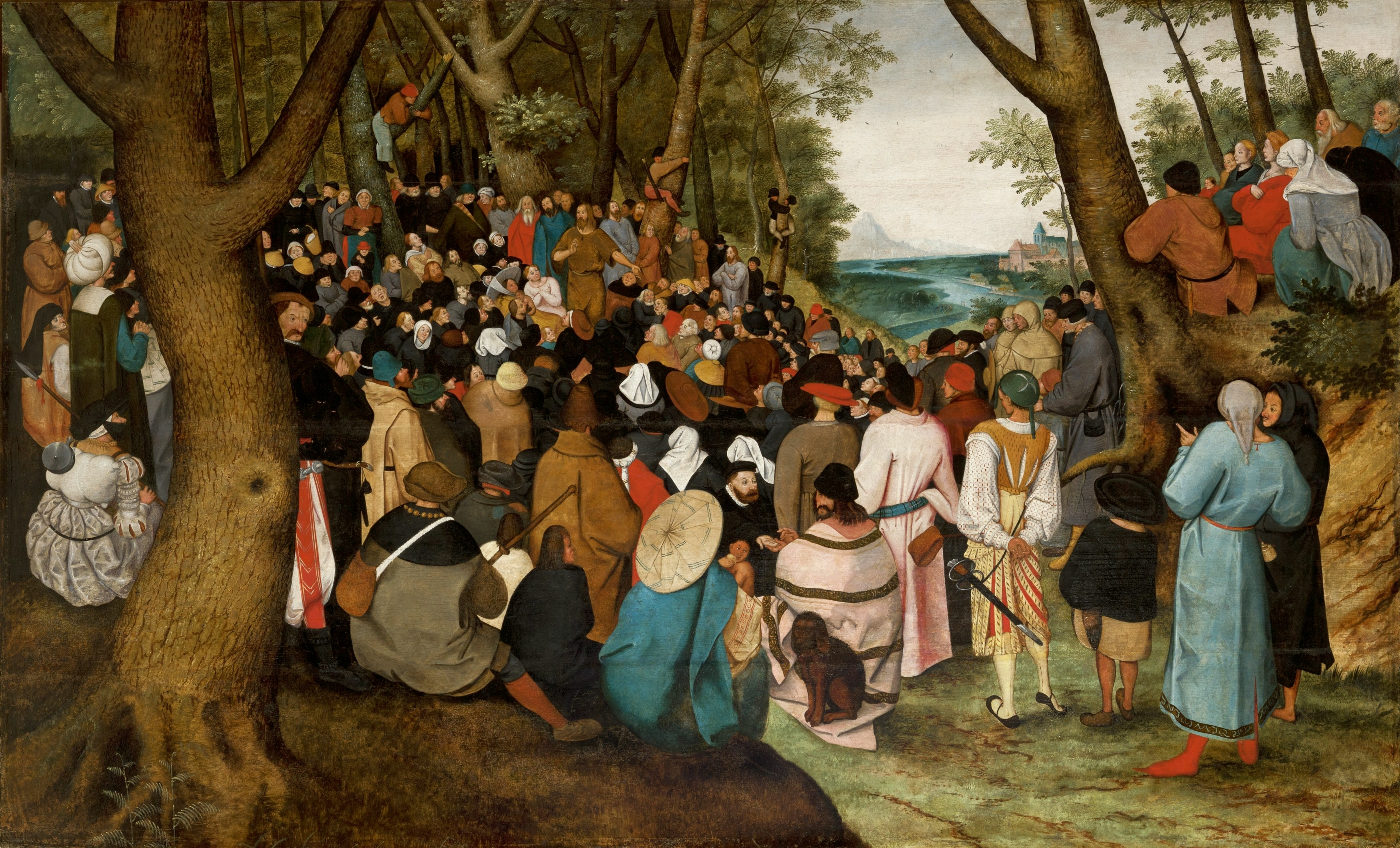